# Charles Lacy Veach
Charles Lacy Veach (Chicago, Illinois, 1944. szeptember 18. – Houston, Texas, 1995. október 3.) amerikai űrhajós.

## Életpálya
1966-ban a Haditengerészeti Akadémián (USAF Academy) mérnöki menedzsment oklevelet kapott. 1967-ben kapott repülőgép vezetői jogosítványt. A vietnámi háborúban 275 harci bevetésen vett részt. Szolgálati repülőgépei F–100 Super Sabre, F–111 Aardvark, F–105 Thunderchief, F–16 Fighting Falcon voltak. 1976-1977 között a légierő Thunderbirds műrepülő csapatának tagja. Több mint 5000 órát töltött a levegőben (repülő/űrrepülő). 1982-ben került a NASA állományába, mint a Space Shuttle oktató pilótája. Oktatásra az erősen átalakított Grumman Gulfstream II repülőgép szolgált.
1984. május 23-tól a Lyndon B. Johnson Űrközpontban részesült űrhajóskiképzésben. Két űrszolgálata alatt összesen 18 napot, 4 órát és 18 percet (436 óra) töltött a világűrben. 1995. október 3-án hunyt el.

## Űrrepülések
- STS–39, a Discovery űrrepülőgép 12. repülésének küldetés specialistája. Az Amerikai Védelmi Minisztérium (DoD) megbízásából indított Space Shuttle repülés. Első űrszolgálata alatt összesen 8 napot, 7 órát, 22 percet és 21 másodpercet töltött a világűrben. 5 584 423 kilométert (3 470 000 mérföldet) repült, 134 alkalommal kerülte meg a Földet.
- STS–52, a Columbia űrrepülőgép 13. repülésének küldetés specialistája. Pályairányba állították a LAGEOS–2 lézertechnológiát alkalmazó olasz-amerikai tudományos műholdat. Francia-amerikai program elvárásai szerint működtették a Spacelab (USMP–1) mikrogravitációs laboratóriumot . Második űrszolgálata alatt összesen 9 napot, 20 órát és 56 percet (236 óra) töltött a világűrben. 6 645 026 kilométert (4 129 028 mérföldet) repült, 126 kerülte meg a Földet.